# Alberto Zedda
Alberto Zedda (Milão, 2 de janeiro de 1928 – Pésaro, 6 de março de 2017) foi um regente de orquestra e musicólogo italiano, especialista no repertório italiano do século XIX.

## Biografia
Alberto estudou em Milão com Antonino Votto e Carlo Maria Giulini, onde fez sua estreia como regente de orquestra em 1956 com a ópera-bufa Il barbiere di Siviglia (O Barbeiro de Sevilha). Em 1957 foi o vencedor do Concurso Internacional da RAI para maestros. Ele foi convidado a conduzir na maior parte os teatros de ópera de Itália e começou uma carreira internacional, com aparições em Bordéus, Paris, Viena, Berlim, Londres, Nova Iorque etc. Durante um tempo, foi o diretor musical do Festival do Vale de Itria (Festival della Valle d'Itria) em Martina Franca e do Festival de Ópera Rossini (Rossini Opera Festival) em Pésaro, na Itália.
Como musicólogo, é responsável pela revisão das inúmeras obras de Vivaldi, Händel, Donizetti, Bellini, Verdi e especialmente Rossini. Alberto é, junto com Philip Gossett, responsável pela edição crítica completa das óperas de Rossini, sendo também membro do comité da Fundação Rossini em Pésaro. É conhecido por suas pesquisas sobre ornamentação vocal e lecionou História da Música na Universidade de Urbino.

## Discografia
- Rossini – Tancredi – Ewa Podleś, Sumi Jo, Stanford Olsen, Pietro Spagnoli, Anna Maria di Micco, Lucrezia Lendi, Capella Brugensis, Collegium Instrumentale Brugense (Naxos, 1994)
- Bellini – Beatrice di Tenda – Mariana Nicolesco, Stefania Toczyska, Vincenzo La Scola, Piero Cappuccilli, Coro Filarmónico de Praga, Orquestra Filarmónica de Monte Carlo (Sony, 1986)